# Diga di Muqdadiya
La diga di Muqdadiya è una diga dell'Iraq che si trova sul Diyala, un affluente del Tigri.